# 五十嵐篤好
五十嵐 篤好（いがらし あつよし、寛政5年12月（1794年1月） - 万延2年1月24日（1861年3月5日））は江戸時代後期の越中国砺波郡内島村（現富山県高岡市東五位）の十村肝煎(庄屋にあたる村役人）、国学者。号は臥牛斎・雉岡。十村としては五十嵐小豊次と名乗り、国学者としては篤好と称していた。本居大平・富士谷御杖らに師事。『天朝墨談』『歌学訓』『伊勢物語披雲』などの著作がある。和算や測量にも通じ、「新器測量法」を著した。文久元年（1861年）、67歳で没した。
五十嵐家の初代は越後国蒲原郡伊賀良志神社の神主と伝えられている。五十嵐家の屋敷跡は現在高岡市立東五位小学校となっている。その近くには凶作に備えた「備荒倉」があったと伝えられ、その跡地に石碑が現存している。農政にも多くの功績を残した。十村となった篤好は、測量に13年、掘削工事に7年かけた大工事「舟倉野用水」（富山県富山市大沢野）にたずさわり、文化13年（1816年）に完成させるが、讒言（ざんげん）にあい投獄され、一時、島流しの刑にあった。
昭和3年（1928年）、従五位を追贈された。